# Nero
Nero — британський електронний дует, який грає в стилях драм-енд-бейс і дабстеп. Виник в Лондоні, до його складу входять Ден Стівенс і Джо Рей. Алана Уотсон виконує вокальні партії в багатьох піснях дуету.

## Біографія
Дебютним релізом групи Nero стала пісня «Ugulabugulas», що вийшла у 2008 році. Журналіст New Yorker Саша Фрір-Джонс зазначила ремікс Nero на пісню репера The Streets «Blinded By the Lights» у своєму списку найкращих пісень 2009 року. Трек отримав ротацію на радіо у Великій Британії, а також став використовуватися DJ-ями Chase and Status, The Outhere Brothers, Skream, Tiësto і Diplo.
У 2010 році дует виграв премію Beatport в номінації Найкращий дабстеп проект і Найкращий дабстеп трек за композицію «Act Like You Know».
Підписавшись на лейбл MTA Records, що належить Chase and Status, група веде запис свого дебютного альбому.
Перший офіційний сингл групи «Innocence» був випущений у Великій Британії 26 квітня 2010 року. Трек зміг досягти 168 місця в UK Singles Chart, а також 16 і 11 в UK Dance Chart і UK Indie Chart.
6 грудня 2010 року Nero стали номінантами премії BBC' s Sound of 2011. Після номінації 8 грудня 2010 року на BBC Radio 1 з'явився другий сингл — «Me & You».
Прем'єра третього синглу — «Guilt» відбулася 22 лютого 2011 року під час передачі Зейна Лоу Hottest Record in the World.
11 квітня 2011 року група анонсувала, що їх дебютний альбом Welcome Reality надійде в продаж 15 серпня, і буде містити вже випущені сингли: Innocence, Me & You і Guilt, та інші треки.
1 травня 2011 року третій сингл групи — «Guilt», досяг 8 місця в Official UK Singles Chart, ставши на той момент їх найкращим досягненням.
Трек «Promises», що став четвертим синглом групи, дебютував у радіоефірі 17 травня, коли Зейн Лоу назвав його Найгарячішим записом у світі. Таким чином Promises стала третьою піснею в активі групи, що отримала цей титул.
10 травня 2012 року Алана Уотсон написала на своїй сторінці в Facebook, що на студії в Лос-Анджелесі Nero розпочали запис другого студійного альбому.
7 травня 2013 року вийшов сингл — «Into The Past» присвячений фільму Великий Гетсбі (фільм, 2013).

## Дискографія

### Альбоми
- 2011 — Welcome Reality
- 2015 — Between II Worlds

### Сингли
1. Innocence / Electron
2. Me & You
3. Guilt
4. Promises
5. Crush on You
6. Reaching Out
7. Must Be the Feeling